# Без вести пропавший
«Без вести пропавший» — советский художественный фильм 1956 года, снятый режиссёром Исааком Шмаруком на Киевской киностудии.
Премьера фильма состоялась 7 января 1957 года. Один из лидеров советского кинопроката, только в СССР фильм посмотрели около 35 300 000 зрителей.

## Сюжет
Фильм о безвестных героях Великой Отечественной войны и борьбе интернационалистов против фашизма. В 1942 году Алексей Северин, офицер Красной Армии, получивший ранения в бою, используя документы умирающего Мирослава, врача-чеха, служащего в немецкой армии, избегает плена и по его удостоверению попадает в Словакию. Там встречается с близкими родственниками погибшего врача, которые принимают его в свою семью.
Будучи советским патриотом, Алексей не может оставаться в тылу, когда его товарищи борются за победу, поэтому вскоре он вместе со своими новыми друзьями покидает город, чтобы примкнуть к повстанцам. Со временем его назначают командиром интернационального партизанского отряда, он продолжает свой боевой путь, мечтая когда-нибудь снова увидеть Родину, где его, несмотря на то, что остался жив, родные считают его «без вести пропавшим»…

## В ролях
- Михаил Кузнецов — Алексей Северин, советский офицер, командир интернационального партизанского отряда
- Софья Гиацинтова — пани Мария, мать чеха Мирослава
- Байба Индриксоне — Жела, сестра Мирослава
- Наталия Ужвий — Марфа
- Владимир Васильев — Вацлав
- Виктор Добровольский — Ян Ковач
- Николай Дупак — Мирослав Дрозда, чех
- Лев Бордуков — француз
- Юрий Чекулаев — мистер Коуз, американец
- Олег Голубицкий — поляк
- Лаврентий Масоха —Василь Кухта, провокатор
- Сергей Голованов — Вегелейн, штандартенфюрер
- Борис Карлаш-Вербицкий — Томаш, словацкий рабочий
- Василий Нещипленко — полковник, командир батальона
- Юрий Прокопович — пан Стрейчек
- Иван Дзюба — Дерек
- Стелла Степанова — Стелла, немецкая девочка
- Д. Кадников — хирург
- Владимир Клунный —эпизод
- Н. Назарен —эпизод
- Владимир Освецимский — эпизод (нет в титрах)
- Полина Куманченко — эпизод (нет в титрах)

## Съёмочная группа
- Автор сценария: Виталий Закруткин
- Режиссёр: Исаак Шмарук
- Оператор: Наум Слуцкий
- Художник: Борис Немечек
- Звукооператор: Р. Максимцов
- Монтажёр: Р. Шаповалова
- Композитор: Герман Жуковский
- Текст песен: Алексей Фатьянов
- Редактор: А. Перегуда
- Оркестр Министерства культуры УССР
- Дирижёр: В. Тольба
- Директор фильма: Борис Жолков